# Meslay-le-Vidame
Meslay-le-Vidame è un comune francese di 526 abitanti situato nel dipartimento dell'Eure-et-Loir nella regione del Centro-Valle della Loira.

## Società

### Evoluzione demografica
Abitanti censiti